# Johan Garpenlöv
Johan Garpenlöv (ur. 21 marca 1968 w Sztokholmie) – szwedzki hokeista, trener.

## Kariera zawodnicza
- Nacka HK (1984-1986)
- Djurgårdens (1986-1990)
- Detroit Red Wings (1990-1991)
- San Jose Sharks (1991-1995)
  -  Adirondack Red Wings (1991-1992)
- Florida Panthers (1995-1999)
- Atlanta Thrashers (1999-2000)
- Djurgårdens (2000-2001)

Wychowanek Tyresö HK. W latach 1990–2000 występował w lidze NHL na pozycji lewoskrzydłowego. Wybrany z numerem 85 w piątej rundzie draftu NHL w 1986 roku przez Detroit Red Wings. Grał w drużynach: Detroit Red Wings, San Jose Sharks, Florida Panthers oraz Atlanta Thrashers.

## Statystyki NHL
|              |                   |              | Sezony regularne | Sezony regularne | Sezony regularne | Sezony regularne | Sezony regularne |    | Playoffs | Playoffs | Playoffs | Playoffs | Playoffs |
| Sezon        | Drużyna           | M            | G                | A                | Pkt              | K                | M                | G  | A        | Pkt      | K        |          |          |
| ------------ | ----------------- | ------------ | ---------------- | ---------------- | ---------------- | ---------------- | ---------------- | -- | -------- | -------- | -------- | -------- | -------- |
| 1990-91      | Detroit Red Wings | 71           | 18               | 21               | 39               | 18               | 6                | 0  | 1        | 1        | 4        |          |          |
| 1991-92      | Detroit Red Wings | 16           | 1                | 1                | 2                | 4                | -                | -  | -        | -        | -        |          |          |
| 1991-92      | San Jose Sharks   | 12           | 5                | 6                | 11               | 4                | -                | -  | -        | -        | -        |          |          |
| 1992-93      | San Jose Sharks   | 79           | 22               | 44               | 66               | 56               | -                | -  | -        | -        | -        |          |          |
| 1993-94      | San Jose Sharks   | 80           | 18               | 35               | 53               | 28               | 14               | 4  | 6        | 10       | 6        |          |          |
| 1994-95      | San Jose Sharks   | 13           | 1                | 1                | 2                | 2                | -                | -  | -        | -        | -        |          |          |
| 1994-95      | Florida Panthers  | 27           | 3                | 9                | 12               | 0                | -                | -  | -        | -        | -        |          |          |
| 1995-96      | Florida Panthers  | 82           | 23               | 28               | 51               | 36               | 20               | 4  | 2        | 6        | 8        |          |          |
| 1996-97      | Florida Panthers  | 53           | 11               | 25               | 36               | 47               | 4                | 2  | 0        | 2        | 4        |          |          |
| 1997-98      | Florida Panthers  | 39           | 2                | 3                | 5                | 8                | -                | -  | -        | -        | -        |          |          |
| 1998-99      | Florida Panthers  | 64           | 8                | 9                | 17               | 42               | -                | -  | -        | -        | -        |          |          |
| 1999-2000    | Atlanta Thrashers | 73           | 2                | 14               | 16               | 31               | -                | -  | -        | -        | -        |          |          |
| Podsumowanie | Podsumowanie      | Podsumowanie | 609              | 114              | 196              | 310              | 276              | 44 | 10       | 9        | 19       | 22       |          |

Legenda: M - ilość rozegranych spotkań, G - liczba zdobytych goli, A - liczba uzyskanych asyst, Pkt. - tzw. punktacja kanadyjska, czyli suma bramek i asyst, K - liczba minut spędzonych na ławce kar.